# First We Take Manhattan
"First We Take Manhattan" är en sång skriven av Leonard Cohen. I originalutförandet framfördes den av Jennifer Warnes på musikalbumet Famous Blue Raincoat från 1987, ett album som bara bestod av låtar skrivna tillsammans med just Leonard Cohen.
Leonard Cohens egen version av låten gavs ut först året efter, på albumet I'm Your Man. Låten har sedan dess framförts av ett antal andra artister, däribland den svenska gruppen Cookies 'N' Beans.
År 1989 släppte Totte Wallin en svenskspråkig version under titeln "Nu tar vi Lilla Essingen"; den gavs ut på singel med "Lilla Essingen blues" (titelspår från Wallins album från 1988) som B-sida. År 2014 återutgavs låten digitalt, i samband med ett samlingsalbum, under titeln "Först tar vi lilla Essingen".